# Rue Jovin
La rue Jovin est une voie de la commune française de Reims, située au sein du département de la Marne, en région Grand Est.

## Situation et accès
La rue Jovin appartient administrativement au quartier centre-ville de Reims.

## Origine du nom
Elle rend hommage à Flavius Jovin (v. 310 - 370), maître de cavalerie puis consul.

## Historique
C'est l'une des rues de la partie médiévale de la ville qui a pris sa dénomination actuelle depuis les années 1910.

## Bâtiments remarquables et lieux de mémoire
La Mairie a une annexe dans la rue.